# Hippodamia (rodzaj)

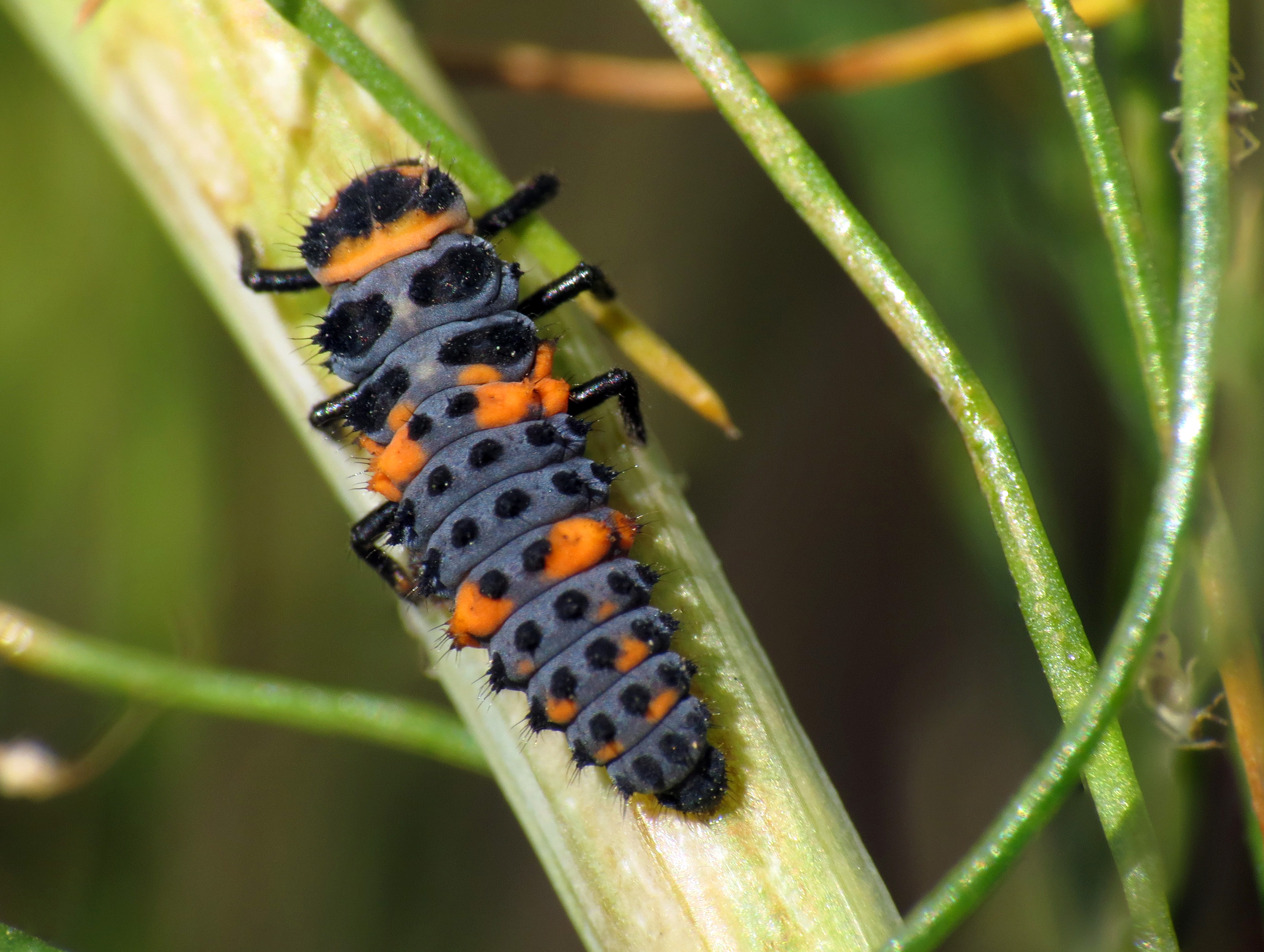
Larwa H. convergens

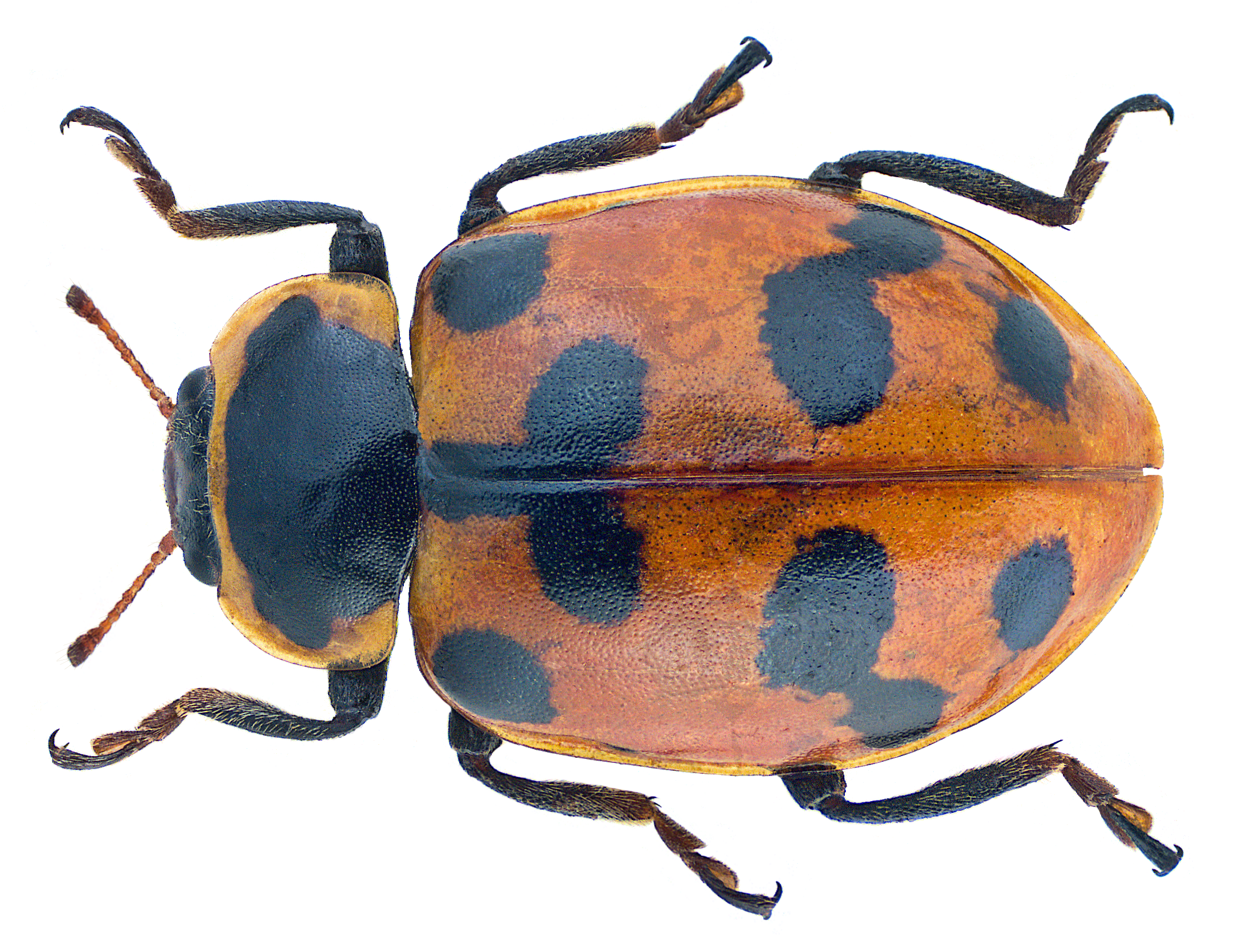
Hippodamia septemmaculata

Czerwonka (Hippodamia) – rodzaj owadów z rzędu chrząszczy i rodziny biedronkowatych.

## Morfologia
Chrząszcze o ciele długości od 3 do 8 mm, dość wyraźnie wydłużonym i grzbietobrzusznie przypłaszczonym jak na przedstawicieli plemienia. Zarys ciała jest owalny. Głowa zwykle jest czarna z jasnym przodem. Nadustek ma ściętą lub lekko wklęsłą przednią krawędź oraz co najwyżej lekko ku przodowi wyciągnięte kąty przednio-boczne. Przedplecze ma jasne tło z różnie rozległą czarną łatą; niekiedy na tej łacie występują jeszcze jasne plamy. Krawędź tylna przedplecza pozbawiona jest obrzeżenia. Tło pokryw zwykle jest ubarwione w odcieniach żółci, pomarańczu, różu lub czerwieni. Na tle tym występują zwykle czarne plamy. Boczne brzegi pokryw są lekko podgięte w formę niemal płaskich epipleur, które opadają ku dołowi i nieco do wewnątrz. Na spodzie ciała zwykle dominuje barwa czarna. Przedpiersie ma wyrostek międzybiodrowy wąski, zwykle delikatnie wypukły, zaopatrzony w delikatne listewki boczne, natomiast pozbawiony żeberek. Wyrostek ów wchodzi w dołek na przedniej części śródpiersia. Środkowa część śródpiersia jest wystająca. Linie udowe (zabiodrowe) na zapiersiu i pierwszym z widocznych sternitów odwłoka mogą być obecne lub zanikłe. Dwie ostatnie pary odnóży zaopatrzone są w po dwie ostrogi na wierzchołkach goleni. Uda wystają poza boczny brzeg pokrywy. Stopy wszystkich par mają pazurki z wcięciem, formującym ząbek dodatkowy. U samców części gatunków stopy przedniej i środkowej pary odnóży są rozszerzone. Narządy rozrodcze samca są symetrycznie zbudowane. U samicy genitalia charakteryzują się dużym infundibulum oraz wydłużoną płytką koksalną z wyraźnym stylikiem.

## Ekologia i występowanie
Zarówno larwy, jak i imagines są drapieżnikami żerującymi głównie na mszycach (afidofagia). U gatunków o lepiej poznanych preferencjach pokarmowych stwierdzano także żerowanie na innych drobnych owadach, np. koliszkach i larwach stonkowatych, a z braku takiego pokarmu kanibalizm oraz uzupełnianie diety miękkimi częściami roślin.
Stadium zimującym u tych chrząszczy jest owad dorosły. W trudnych warunkach klimatycznych mogą one spędzać w hibernacji większą część roku.
Większość przedstawicieli rodzaju to gatunki nearktyczne, ale część jest palearktyczna lub holarktyczna, a H. convergens introdukowany został do wielu rejonów krainy neotropikalnej oraz na Hawaje. W Polsce rodzaj reprezentują trzy gatunki: czerwonka trzynastokropka, czerwonka baldaszówka i H. septemmaculata.

## Taksonomia
Rodzaj ten wprowadzony został w 1837 roku przez Louisa A.A. Chevrolata w publikacji współautorstwa Pierre’a F.M.A. Dejeana. Coccinella tredecimpunctata została wyznaczona jego gatunkiem typowym w 1873 roku przez George’a Roberta Crotcha. Część autorów wyróżnia w obrębie tego rodzaju podrodzaje Hippodamia (Adonia), Hippodamia (Hemisphaerica), Hippodamia s.str. i Hippodamia (Neoippodamia), podczas gdy inni traktują wymienione taksony jako synonimy nazwy rodzajowej.
Do rodzaju tego zalicza się następujące gatunki:
- Hippodamia americana Crotch, 1873
- Hippodamia apicalis Casey, 1899
- Hippodamia arctica (Schneider, 1792)
- Hippodamia caseyi Johnson, 1910
- Hippodamia convergens Guérin-Méneville, 1842
- Hippodamia expurgata Casey, 1908
- Hippodamia falcigera Crotch, 1873
- Hippodamia glacialis (Fabricius, 1775)
- Hippodamia koebelei Timberlake, 1942
- Hippodamia lunatomaculata Motschulsky, 1845
- Hippodamia moesta LeConte, 1854
- Hippodamia oregonensis Crotch, 1873
- Hippodamia parenthesis (Say, 1824)
- Hippodamia quindecimmaculata Mulsant, 1850
- Hippodamia quinquesignata (Kirby, 1837)
- Hippodamia septemmaculata (DeGeer, 1775)
- Hippodamia sinuata Mulsant, 1850
- Hippodamia tredecimpunctata (Linnaeus, 1758) – czerwonka trzynastokropka
- Hippodamia variegata (Goeze, 1777) – czerwonka baldaszówka
- Hippodamia washingtoni Timberlake, 1939